# Eficiência marginal do capital
A eficiência marginal do capital é aquela taxa de desconto que equaciona o preço de um ativo de capital fixo com o valor descontado atual da renda esperada .
O termo "eficiência marginal do capital" foi introduzido por John Maynard Keynes em sua Teoria Geral, e definido como sendo "a taxa de desconto que tornaria o valor presente da série de anuidades dado pelos retornos esperados de capital de ativos durante sua vida igual a sua oferta de preço".
A emc é a taxa líquida de retorno esperada da compra de capital adicional. É calculado como o lucro que se espera que uma empresa ganhe considerando o custo dos insumos e a depreciação do capital. É influenciado pelas expectativas sobre os custos e a demanda futuros de insumos. A emc e os desembolsos de capital são os elementos que uma empresa leva em consideração ao decidir sobre um projeto de investimento.
A emc precisa ser maior do que a taxa de juros, r, para o investimento acontecer. Isto porque o valor presente PV de retornos futuros para as necessidades de capital para ser superior ao custo de capital, Ck.
Estas variáveis podem ser expressas da seguinte forma:
- PV = Rn / (1 + r)n, onde n é o número de anos considerados e Rn é o retorno líquido por ano;
- Ck = Rn / (1 + MEC)n, onde Ck são os desembolsos de capital.

Portanto, para o investimento, a seguinte condição é necessária: PV > Ck, que é a emc > r.
Como consequência, uma relação inversa entre a taxa de juros e o investimento é encontrado (i.e.: uma maior taxa de juros gera menos investimento).
Com a Comissão Europeia, de acordo com o seu banco de dados "a AMECO" (Anual Macro-Económico de Dados), a eficiência Marginal do capital é definida como "a Mudança no PIB a preços constantes de mercado, os preços do ano T por unidade de formação bruta de capital fixo a preços constantes do ano T-.5 [isto é, revestidos por metade de um ano].

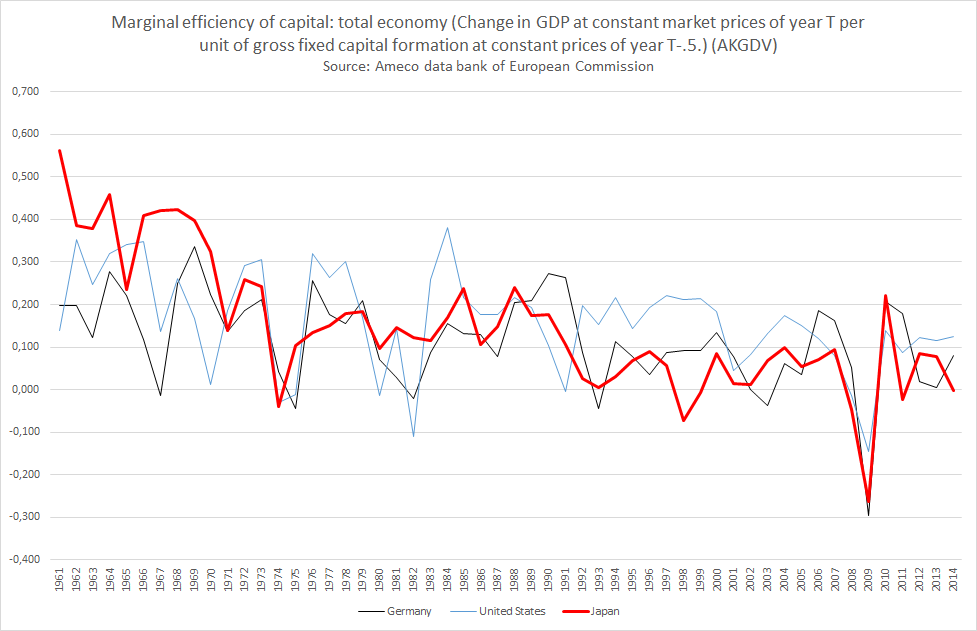
Eficiência Marginal do capital, conforme definido no banco de dados Ameco da Comissão Europeia para a ALEMANHA, EUA e Japão.